# Ceropegia leroyi
Ceropegia leroyi är en oleanderväxtart som beskrevs av Werner Rauh och Marn.-lapost.. Ceropegia leroyi ingår i släktet Ceropegia och familjen oleanderväxter. Inga underarter finns listade i Catalogue of Life.